# Mummucia patagonica
Mummucia patagonica är en spindeldjursart som beskrevs av Roewer 1934. Mummucia patagonica ingår i släktet Mummucia och familjen Mummuciidae. Inga underarter finns listade i Catalogue of Life.